# سازمان نظام مهندسی کشاورزی و منابع طبیعی
سازمان نظام مهندسی کشاورزی و منابع طبیعی یک تشکل صنفی و تخصصی از اساتید، دانش آموختگان و کارشناسان بخش کشاورزی و منابع طبیعی است که وظیفه طراحی فرایند توسعه پایدار بخش کشاورزی و منابع طبیعی را با تکیه بر تولید دانش بومی و الگوی رشد و پیشرفت در این بخش بر عهده دارد.
.
رئیس کنونی این سازمان  شاهرخ رمضان نژاد است.

## قوانین موجود
قانون سازمان نظام مهندسی کشاورزی و منابع طبیعی جمهوری اسلامی ایران، در ۳ تیرماه ۱۳۸۰ خورشیدی در مجلس شورای اسلامی به تصویب رسید، و در ۱۳ تیرماه ۱۳۸۰ با تأیید شورای نگهبان قانون اساسی رسمیت یافت.
این قانون در ۱۹ تیرماه همان سال جهت اجرا به ریاست قوه مجریه (سید محمد خاتمی) ابلاغ گردید و در ۲۵ تیرماه سال ۱۳۸۰ توسط ریاست قوه مجریه به وزارت جهاد کشاورزی که طبق مفاد این قانون، مسؤولیت راه اندازی سازمان مذکور را بر عهده داشت، به طور رسمی ارجاع شد.
سازمان نظام مهندسی کشاورزی و منابع طبیعی کشور در ۲۳ مرداد ماه سال ۱۳۸۰ با برگزاری نخستین جلسه شورای مرکزی به طور رسمی شروع به کار کرد. در مورخ ۳۰ مرداد ۱۳۹۳ خورشیدی نیز با برگزاری مجمع شوراهای استانی دوره چهارم، ده نفر به عنوان اعضای انتخابی شورای مرکزی دوره چهارم انتخاب شدند.